# Nikópol
Nikópol o Nicópolis (en búlgaro: Нико̀пол, turco: Niğbolu, griego: Νικόπολις, Nikopolis, latín: Nicopolis) es una ciudad en el norte de Bulgaria, centro administrativo del municipio de Nikópol, provincia de Pleven, en la margen derecha del río Danubio a unos 4 kilómetros río abajo de la desembocadura del río Osam. Se extiende al pie de acantilados empinados a lo largo del Danubio y de un estrecho valle. En diciembre de 2009, la ciudad tenía una población de 3892 habitantes.

## Historia
En la época romana, fue un pueblo en la provincia de Mesia, mencionada por primera vez en 169. Después de la caída del Imperio romano, la ciudad resultó estar ubicada en la frontera norte del Imperio bizantino. En 1059, fue llamada Nicópolis, que en griego es «Ciudad de la Victoria». Durante la mayor parte de la Edad Media, fue parte del Imperio búlgaro. Después de la caída de Tarnovo en 1393, el último zar de Bulgaria Iván Shishman defendió lo que quedaba del imperio desde la fortaleza de Nikópol, donde fue capturado después que la ciudad fue conquistada por los otomanos en 1395. Nikópol es a veces considerada como la capital de Bulgaria durante esos dos años. También fue el sitio de la batalla de Nicópolis, la última cruzada a gran escala de la Edad Media, en 1396. En la fortaleza de Nicópolis, los ejércitos unidos de la Europa cristiana liderados por el rey húngaro Segismundo de Luxemburgo y varios caballeros franceses fueron derrotados por los otomanos comandados por Beyazid I y su aliado serbio Esteban Lazarević.
Bajo el dominio otomano, Nikópol se convirtió en un importante centro militar y administrativo como sanjak, con una fortaleza y una prospera vida económica, política y espiritual, hasta que entró en un declive en los siglos XVII y XVIII. Fue el centro de un distrito (kaza), pero fue superado por Pleven como el centro regional en esa parte de las tierras búlgaras. Nikópol fue capturada por los rusos en la batalla de Nikópol en 1877. La diócesis de Nikópol, que cubre la totalidad del norte de Bulgaria, estaba históricamente establecida en Nikópol, a pesar de que la actual sede episcopal se encuentra en Ruse.

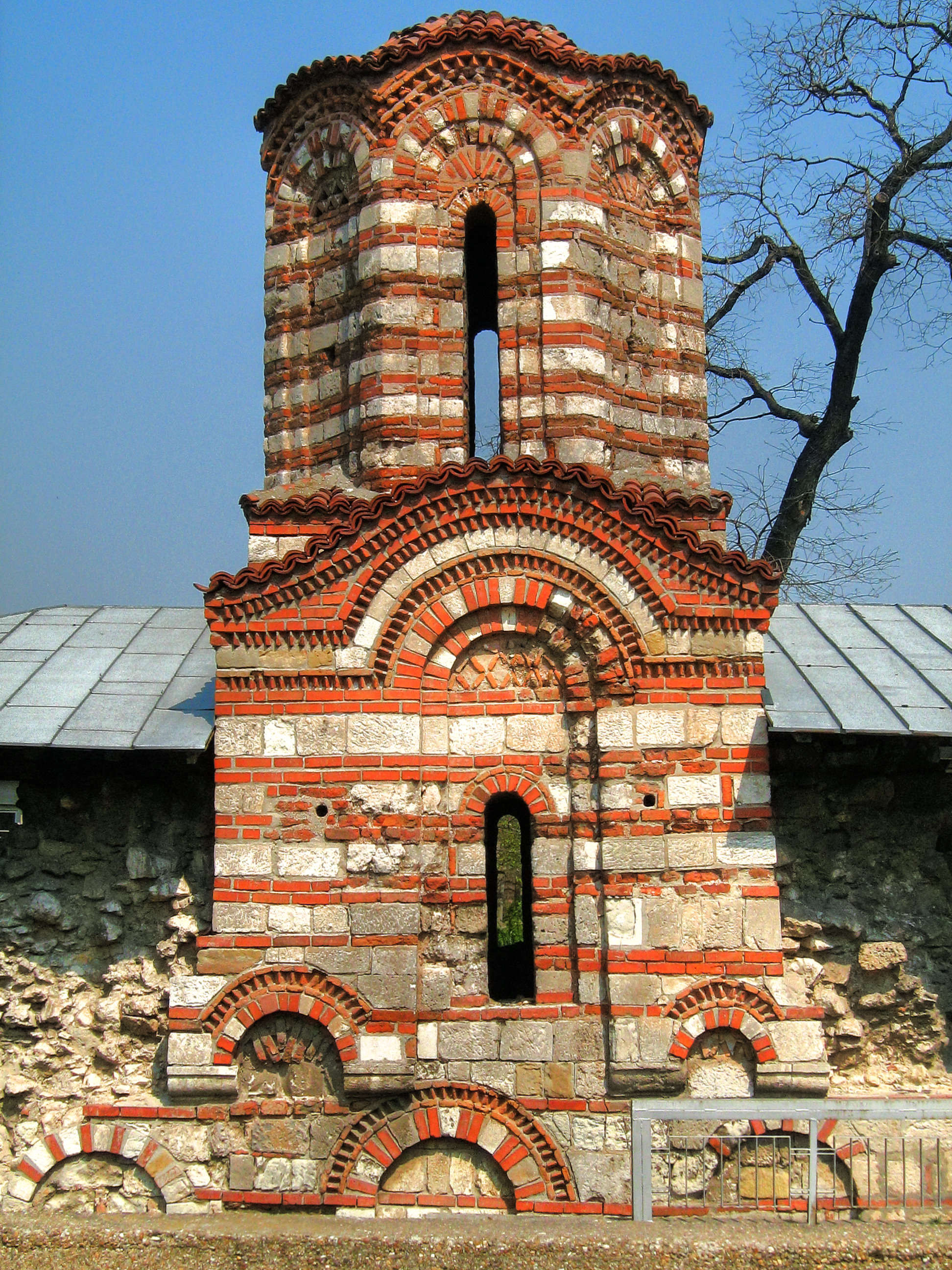
La Iglesia de San Pedro y San Pablo en Nikópol.
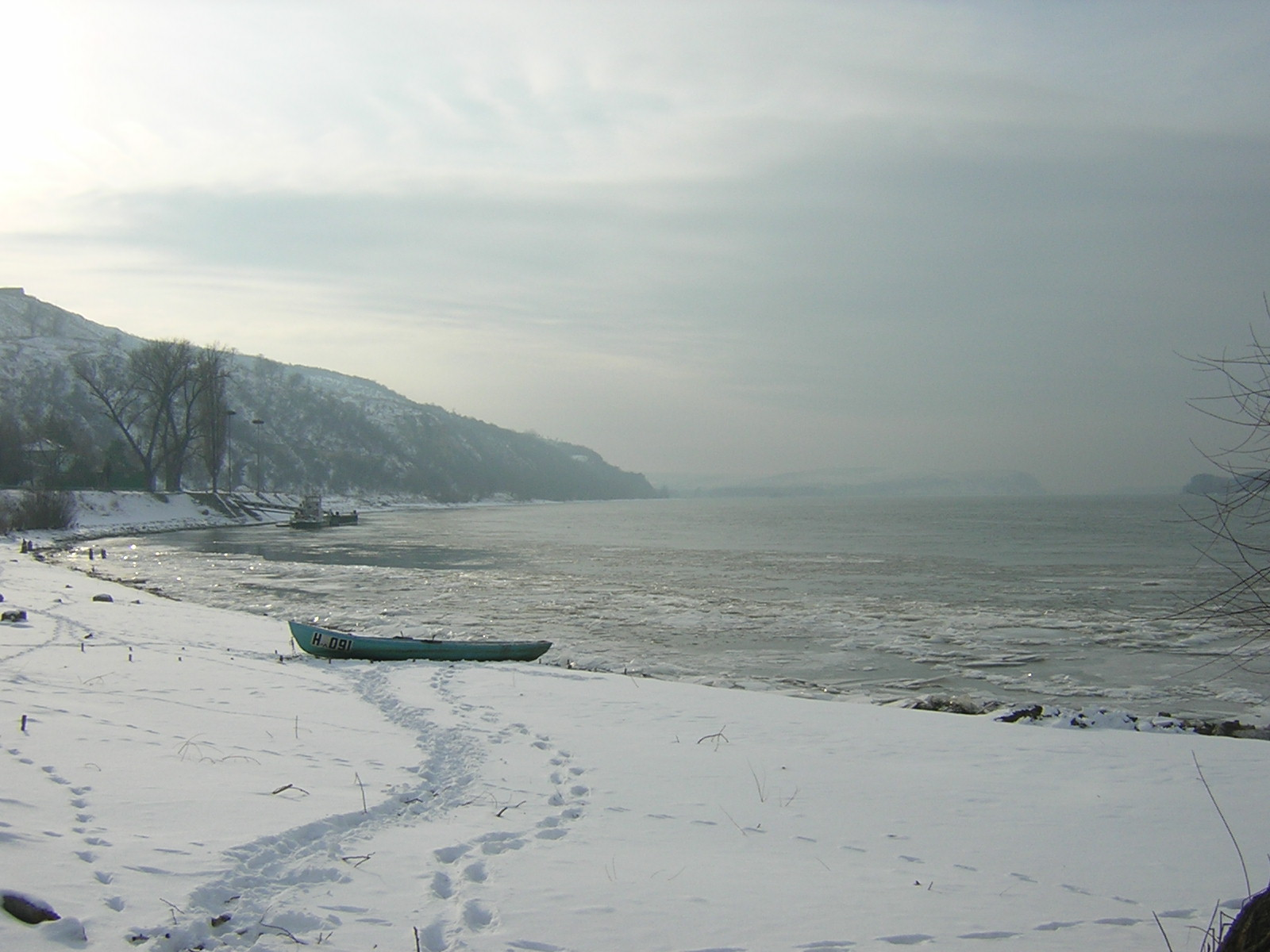
Vista del Danubio en Nikópol en invierno.
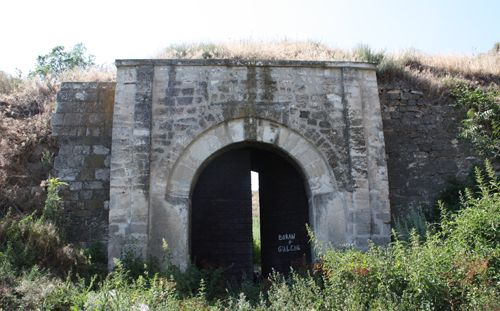
Puerta de entrada a la fortaleza de Nikópol.